# Гуйдя Анатолій Іларіонович
Анатолій Гуйдя (рум. Anatol Guidea, болг. Анатолий Гуйдя; нар. 21 січня 1977, Варзарешти, Ніспоренський район, Молдавська РСР) — болгарський і молдовський борець вільного стилю, срібний призер чемпіонату світу, переможець, дворазовий срібний та триразовий бронзовий призер чемпіонатів Європи, учасник Олімпійських ігор. Майстер спорту Молдови міжнародного класу.

## Біографія
Боротьбою займається з 1989 року. На початку спортивної кар'єри виступав за збірну Молдови. Був у її складі срібним призером чемпіонату світу серед кадетів (1993) і срібним призером чемпіонату Європи серед юніорів (1997). У 2000 році отримав болгарське громадянство.
Після завершення кар'єри борця перейшов на тренерську роботу. У січні 2015 року стало відомо, що він очолив збірну Румунії з вільної боротьби. Контракт підписаний до кінця літніх Олімпійських ігор 2016 року в Ріо-де-Жанейро.

### Родина
Анатолій — найстарший з чотирьох дітей в родині Іларіона та Віри Гуйді. Батько — агроном, мати — вчитель музики в дитячому садку. Наймолодший брат Іван — теж борець, виступав за збірну Молдови, у її складі — дворазовий бронзовий призер чемпіонатів Європи серед кадетів. З 2013 — представляє першу збірну Румунії. У її складі став бронзовим призером континентальної першості 2016 року. Виборов ліцензію на літні Олімпійські ігри 2016 року в Ріо-де-Жанейро.

## Виступи на Олімпіадах
| Змагання                    | Збірна   | Вагова категорія | Місце |
| --------------------------- | -------- | ---------------- | ----- |
| Літні Олімпійські ігри 2012 | Болгарія | 60 кг            | 13    |

## Виступи на Чемпіонатах світу
| Змагання                        | Збірна   | Вагова категорія | Місце  |
| ------------------------------- | -------- | ---------------- | ------ |
| Чемпіонат світу з боротьби 2001 | Болгарія | 58 кг            | 4      |
| Чемпіонат світу з боротьби 2003 | Болгарія | 60кг             | 32     |
| Чемпіонат світу з боротьби 2005 | Болгарія | 60 кг            | 24     |
| Чемпіонат світу з боротьби 2006 | Болгарія | 60 кг            | 23     |
| Чемпіонат світу з боротьби 2007 | Болгарія | 60 кг            | Срібло |
| Чемпіонат світу з боротьби 2009 | Болгарія | 60 кг            | 10     |
| Чемпіонат світу з боротьби 2010 | Болгарія | 60 кг            | 14     |

## Виступи на Чемпіонатах Європи
| Змагання                         | Збірна   | Вагова категорія | Місце  |
| -------------------------------- | -------- | ---------------- | ------ |
| Чемпіонат Європи з боротьби 1997 | Молдова  | 58 кг            | 7      |
| Чемпіонат Європи з боротьби 2000 | Болгарія | 58 кг            | 7      |
| Чемпіонат Європи з боротьби 2001 | Болгарія | 58 кг            | 5      |
| Чемпіонат Європи з боротьби 2002 | Болгарія | 60 кг            | 13     |
| Чемпіонат Європи з боротьби 2003 | Болгарія | 60 кг            | Золото |
| Чемпіонат Європи з боротьби 2004 | Болгарія | 60 кг            | 11     |
| Чемпіонат Європи з боротьби 2006 | Болгарія | 60 кг            | Бронза |
| Чемпіонат Європи з боротьби 2007 | Болгарія | 60 кг            | Срібло |
| Чемпіонат Європи з боротьби 2008 | Болгарія | 60 кг            | Бронза |
| Чемпіонат Європи з боротьби 2010 | Болгарія | 60 кг            | 16     |
| Чемпіонат Європи з боротьби 2011 | Болгарія | 60 кг            | Бронза |
| Чемпіонат Європи з боротьби 2012 | Болгарія | 60 кг            | Срібло |

## Виступи на інших змаганнях
| Змагання                                 | Збірна   | Вагова категорія | Місце  |
| ---------------------------------------- | -------- | ---------------- | ------ |
| Гран-прі Німеччини з боротьби 1998       | Молдова  | 58 кг            | Бронза |
| Гран-прі Німеччини з боротьби 1999       | Молдова  | 58 кг            | 6      |
| Олімпійський кваліфікаційний турнір 2004 | Болгарія | 60 кг            | Срібло |
| Турнір Дана Колова — Николи Петрова 2007 | Болгарія | 60 кг            | Бронза |
| Турнір Дана Колова — Николи Петрова 2008 | Болгарія | 60 кг            | Золото |
| Турнір Дана Колова — Николи Петрова 2010 | Болгарія | 60 кг            | Золото |
| Турнір Дана Колова — Николи Петрова 2011 | Болгарія | 60 кг            | Бронза |
| Меморіал Вацлава Циолковського 2011      | Болгарія | 60 кг            | Бронза |
| Турнір Дана Колова — Николи Петрова 2012 | Болгарія | 60 кг            | Золото |
| Олімпійський кваліфікаційний турнір 2012 | Болгарія | 60 кг            | Срібло |
| Турнір Чорного моря 2013                 | Болгарія | 66 кг            | Бронза |